# Memorias del corazón (película)
Memorias del corazón (título original: A Memory in My Heart) es un telefilme estadounidense de drama de 1999, dirigido por Harry Winer, escrito por Lindsay Harrison y Renee Longstreet, musicalizado por Mark Snow, en la fotografía estuvo Donald M. Morgan y los protagonistas son Jane Seymour, Bruce Davison y A Martinez, entre otros. Este largometraje fue producido por Catfish Productions, Columbia TriStar Television y Irish Films; se estrenó el 2 de marzo de 1999.

## Sinopsis
Rebecca no se acuerda de nada de lo que vivió antes de despertarse, 8 años atrás, en la cama de un nosocomio. Un día se encuentra, casualmente, con una conocida de antes y comienza a tener claro su pasado nuevamente. Ahora ya sabe que tiene tres hijos y, pese a las reticencias de su exesposo, peleará para volver a estar con su familia.